# 義經流
義經流，效力於江戶時代越前國福井藩的忍者流派，奉知名武將源義經為初祖，福井藩的軍學師範之一。

## 歷史
據傳源義經曾經學習過忍術並開創義經流陰忍一派，其九代傳人井原番右衛門賴文在寛永二十年（1643年）十二月出仕福井藩，並在1653年獲福井藩將義經流納為藩中軍事講義，井原賴文也成為該藩軍師，井原賴文後來也撰述義經流忍術傳書，從此井原家世代在福井藩傳授義經流忍術跟軍學。

## 關連項目
- 源義經
- 福井藩
- 忍者